# Philipp IV. (Waldeck)
Philipp IV. von Waldeck (* 1493 in Alt-Wildungen; † 30. November 1574 in Waldeck auf Burg Waldeck) war von 1513 bis 1574 Graf von Waldeck-Wildungen. Er und sein Onkel Philipp III. von Waldeck-Eisenberg führten 1526 die lutherische Reformation in der Grafschaft Waldeck ein.

## Herkunft
Philipp war Sohn des Grafen Heinrich VIII. von Waldeck und dessen Gemahlin Anastasia von Runkel. Damit entstammt er dem Haus Waldeck. Er wurde auf Schloss Friedrichstein in Alt-Wildungen geboren und folgte seinem Vater 1513 als Landesherr der südlichen Teilgrafschaft. Mit insgesamt 61 Jahren war seine Regierungszeit die längste aller Grafen und Fürsten von Waldeck. Nach damaliger Sitte hieß er von 1512 bis November 1524 Philipp „der Jüngere“, danach bis Juli 1539 „der Mittlere“ und dann bis zu seinem Tode „der Ältere“.

## Reformation
Seine Jugendjahre verlebte Philipp in Vianden (Luxemburg), wo sein Vater Statthalter war; später hielt er sich einige Zeit am königlich-französischen Hof auf. Auf dem Reichstag von Worms 1521, wo er auch seine erste Gemahlin Margarethe von Ostfriesland kennenlernte, traf der 28-jährige Philipp mit Martin Luther zusammen und wurde im Laufe der folgenden Jahre ein Anhänger von dessen Lehre. Schon 1525, als die evangelische Predigt in der Grafschaft ausdrücklich angeordnet wurde, war die große Mehrheit der nordhessischen und waldeckschen Bevölkerung lutherisch geworden. Philipp lud bald darauf den zuvor aus dem mainzischen Fritzlar vertriebenen lutherischen Prediger Johann Hefentreger (Johannes Trygophorus) zu einer Probepredigt ein, die dieser am 29. April 1526 in Alt-Wildungen hielt. Daraufhin beriefen ihn Philipp IV. und sein Onkel, Graf Philipp III. von Waldeck-Eisenberg, zum Pfarrer der Stadt Waldeck, wo er am 17. Juni 1526 seine Antrittspredigt hielt. Am 26. Juni 1526 ließ ihn Philipp IV. in der Waldecker Stadtkirche einen lutherischen Gottesdienst halten und führte damit offiziell die Reformation in der Grafschaft ein – vier Monate bevor Landgraf Philipp I. mit der Homberger Synode die Reformation im benachbarten Hessen einführte. Noch im gleichen Jahr (1526) organisierten Philipp IV. und Graf Wolrad II. von Waldeck-Eisenberg auf einer Synode im später aufgelösten Kloster Volkhardinghausen mit ihren Pfarrern die Waldeckische Lutherische Landeskirche. Dabei ließen sie sich weitgehend von dem „Evangelischen Ratschlag an Graf Philipp IV. zu Waldeck“ des hessischen Reformators Adam Krafft leiten.
Hefentreger wurde als Visitator eingesetzt und löste, im Auftrage der beiden Grafen, nach hessischem Vorbild die Klöster auf (z. B. Berich, Flechtdorf, Kloster Marienthal (Netze), Ober-Werbe, Schaaken), allerdings mit der Maßgabe, dass sie erst mit dem Tod der letzten geistlichen Bewohner endgültig geschlossen werden würden. Die Einkünfte der säkularisierten Klöster verwendete man für mildtätige Stiftungen bzw. 1578/79 als Grundstock für die Gründung des Korbacher Landesgymnasiums (Alte Landesschule Korbach).

## Tod

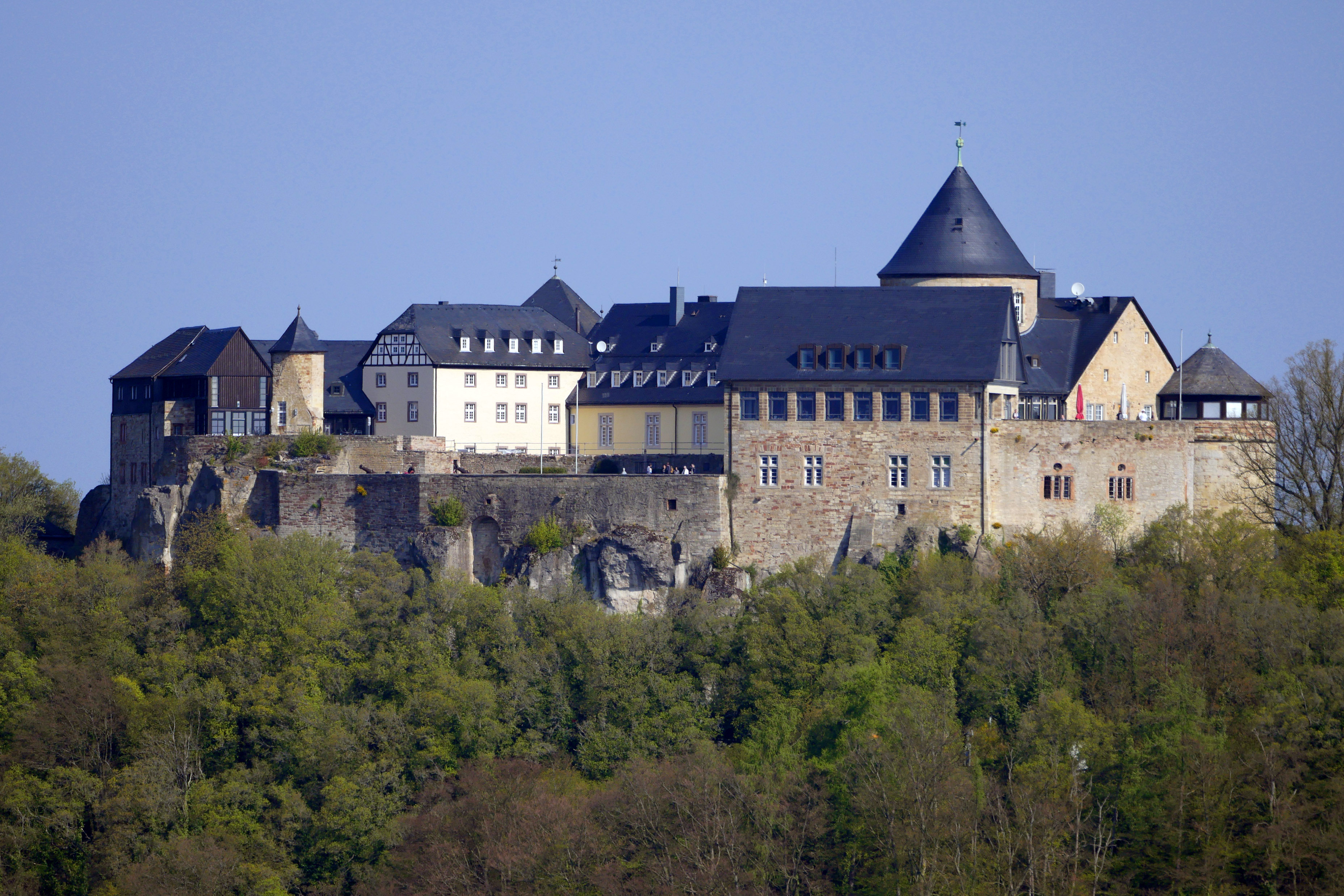
Wohnsitz Schloss Waldeck am Edersee in Hessen

Philipp starb über 80-jährig auf der Burg Waldeck, dem Stammsitz der Familie. Er wurde am 4. Dezember 1574 in der Grabkapelle St. Nikolaus im Kloster Marienthal in Netze beigesetzt. Sein Nachfolger als Graf von Waldeck-Wildungen wurde sein Sohn Daniel.

## Familie
Philipp war dreimal verheiratet.
- Am 17. Februar 1523 heiratete er in Emden Margarethe von Ostfriesland (* 1500; † 15. Juli 1537), Tochter des Grafen Edzard I. von Ostfriesland und der Gräfin Elisabeth von Rietberg. Mit ihr hatte er folgende Kinder:
  - Ernst (* 1523/24; † 1527)
  - Elisabeth (* 10. Dezember 1525; † 30. März 1543 auf Schloss Waldeck); verheiratet 1542 mit Graf Reinhard von Isenburg († 28. Februar 1568)
  - Samuel (* 2. Mai 1528 auf Schloss Waldeck; † 6. Januar 1570 auf Schloss Alt-Wildungen); verheiratet 8. Oktober 1554 mit Anna Maria von Schwarzburg-Blankenburg (1538–1583), Tochter von Graf Heinrich XXXII.
  - Daniel, Graf von Waldeck-Wildungen (* 1. August 1530; † 7. Juni 1577 in Waldeck); er folgte Philipp als regierender Graf von Waldeck-Wildungen; verheiratet 11. November 1568 mit Barbara von Hessen (1536–1597), Tochter von Landgraf Philipp I. von Hessen und Witwe von Georg I. von Württemberg-Mömpelgard
  - Heinrich IX., Graf von Waldeck-Wildungen (* 10. Dezember 1531; † 3. Oktober 1577 in Werbe); verheiratet 19. Dezember 1563 mit Anna von Viermund († 17. April 1599)
  - Margaretha (* 1533; † 1554 in Brüssel)
  - Friedrich (* 1534; † 1557 in St. Quentin)
  - Anastasia (* 1536; † 1561 in Heidelberg)
  - Esther (* 1537 in Alt-Wildungen; † wohl 1537)

- Seine zweite, 1539 geschlossene Ehe mit Katharina von Hatzfeld († 1546 in Naumburg) blieb kinderlos.

- Am 6. Oktober 1554 heiratete er in dritter Ehe Jutta von Isenburg-Grenzau († 28. Juli 1564 auf Schloss Waldeck). Mit ihr hatte er folgende Kinder:
  - Elisabeth (* 1555; † 6. Dezember 1569 auf Schloss Waldeck)
  - Magdalena (* 9. September 1558; † August 1599); verheiratet 5. Februar 1576 mit Graf Philipp Ludwig I. von Hanau-Münzenberg (1553–1580); verheiratet 9. Dezember 1581 mit Graf Johann VII. von Nassau-Siegen (1561–1623)